# Michaeliskirche (Wolfsburg-Fallersleben)

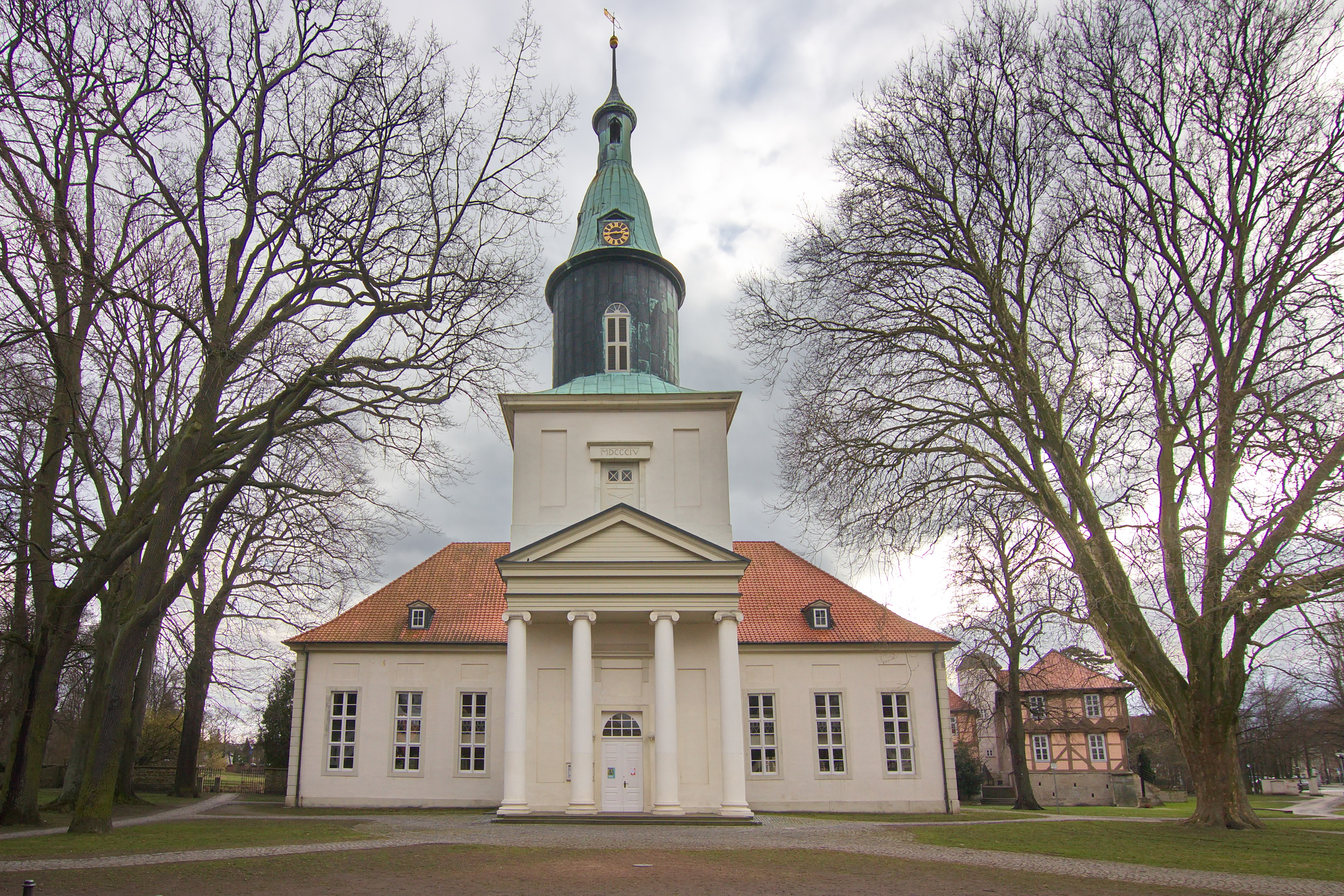
Michaeliskirche von Norden

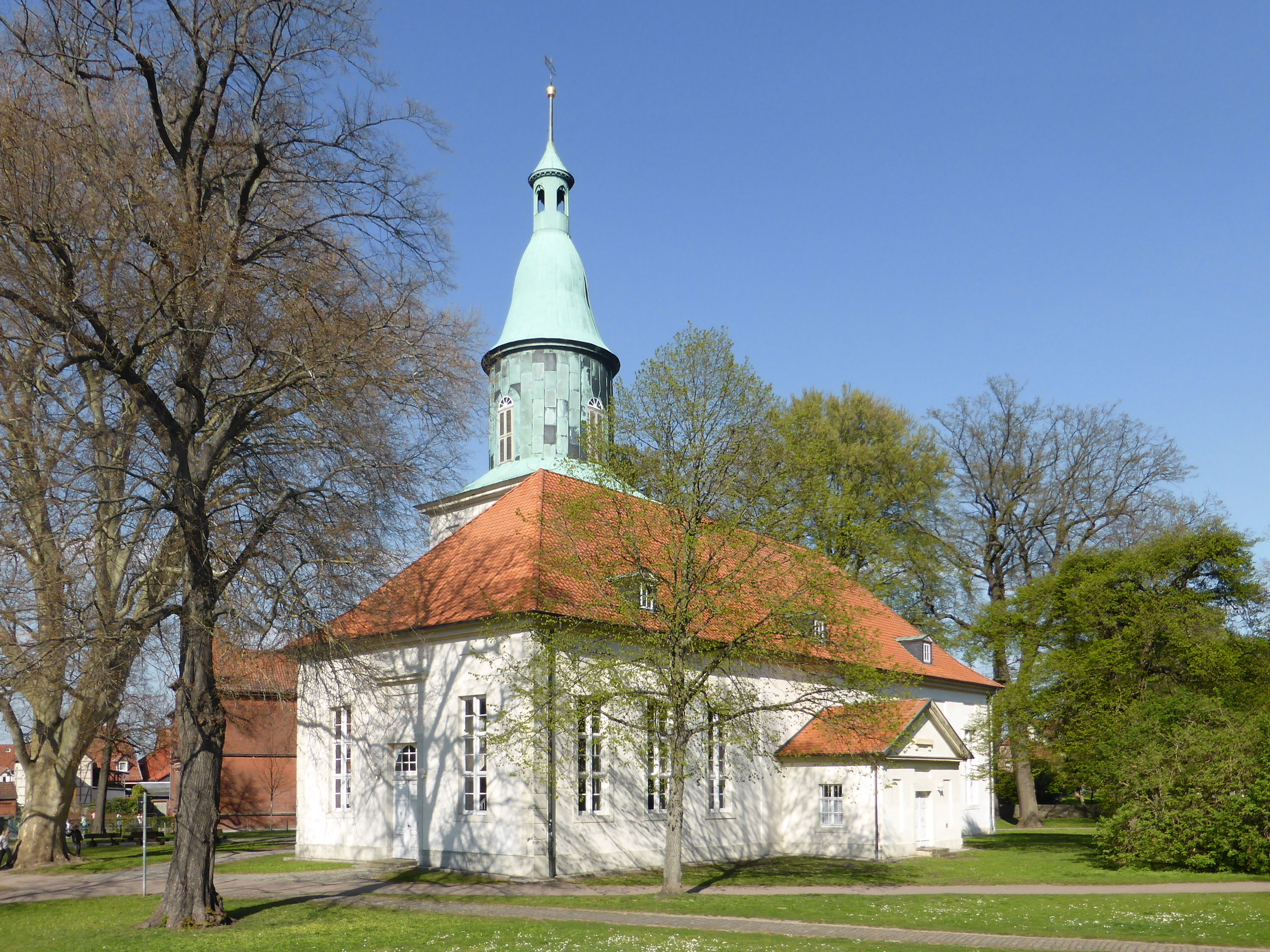
Michaeliskirche von Südwesten

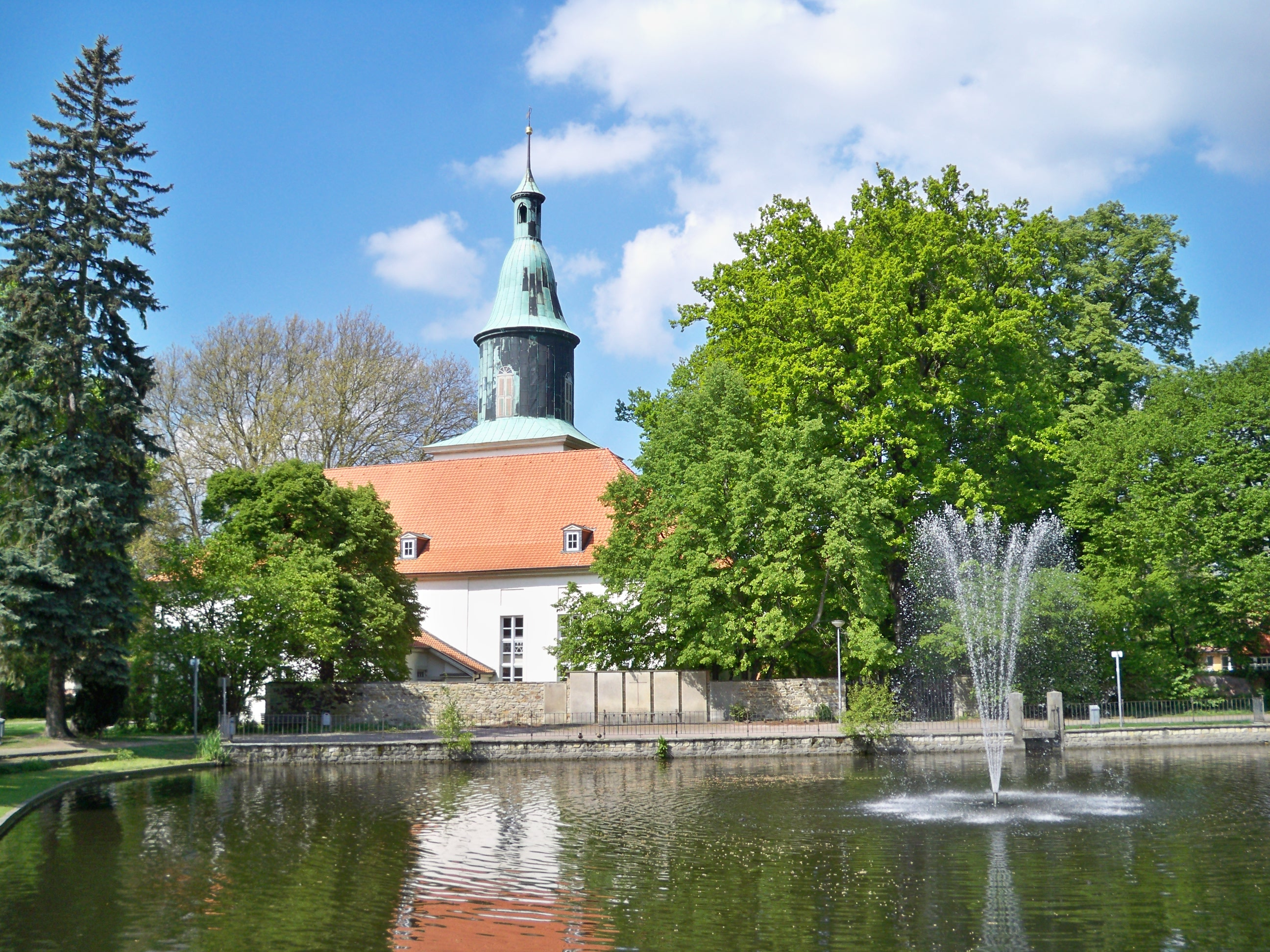
Schlossteich und Michaeliskirche

Die evangelisch-lutherische Michaeliskirche ist ein 1805 eingeweihter Bau von Christian Gottlob Langwagen in Wolfsburg-Fallersleben in Niedersachsen. Sie ist ein seltenes Beispiel einer klassizistischen Querkirche und weitgehend im ursprünglichen Zustand erhalten.

## Geschichte
An der Stelle der heutigen Michaeliskirche standen zuvor ebenfalls Kirchen. Bereits 942, bei der ersten urkundlichen Erwähnung Fallerslebens als Valareslebo, wurde eine Kirche in einer Schenkungsurkunde Kaiser Ottos des I. erwähnt. Die Kirche (Tochterkirche der Missionszelle in Meine) besaß ab dem 10. Jahrhundert wahrscheinlich bereits eine regionale Bedeutung und wurde ab 1200 dem Grafen von Wohldenberg als magdeburgisches Lehen unterstellt. Um 1311 erfolgte dann Abgabe der Zehnten nach Meinersen als Lehen des Bischofs von Halberstadt. Letztlich erfolgte 1337 der Abkauf durch Herzog Otto von Braunschweig und Herzog Wilhelm von Lüneburg. In der Nachbarschaft wurde ab 1371 der Bau einer Burganlage begonnen. Der Vorgängerbau der Michaeliskirche, der auch als Schlosskirche des benachbarten Schlosses Fallersleben (Renaissanceschloss, ab 1551 Witwensitz von Herzogin v. Klara von Sachsen-Lauenburg) diente, stammte aus dem Jahr 1474, war aber im 18. Jahrhundert so baufällig geworden, dass 1735 der Turm einstürzte. 1797 entwarf Johann Friedrich Paulsen aus Hoya einen Neubau nach dem Schema einer Querkirche. Altar und Kanzel sollten an der südlichen Längsseite stehen. Der Entwurf wurde nicht realisiert, der Entwurf Christian Gottlob Langwagens sah jedoch ebenfalls eine Querkirche und die Südlage von Altar und Kanzel vor.
Die Kirche wurde nach Langwagens Plänen 1802 bis 1805 gebaut. Sie gilt als sein bedeutendster Sakralbau. Die alte Kirche wurde 1803 abgerissen; nur die Mauer an der Südseite konnte bis zur Fensterbrüstung erhalten werden. Für den Bau der Michaeliskirche war der Bürgermeister Heinrich Wilhelm Hoffmann verantwortlich, der Vater Heinrich Hoffmann von Fallerslebens.
Bis 1965 war die Kirche Sitz einer Superintendentur, dann wurde diese nach Wolfsburg verlegt.
Die letzte große Sanierung liegt bereits vier Jahrzehnte zurück und fand von 1983 bis 1986 statt. Ebenso wurde der Holzaltar nach alten Plänen neu errichtet. Auf dem Altar stehen ein Kruzifix und ein Leuchter, beide aus Bronze, die ebenfalls 1986 beschafft wurden.

## Architektur, Ausstattung und Nutzung

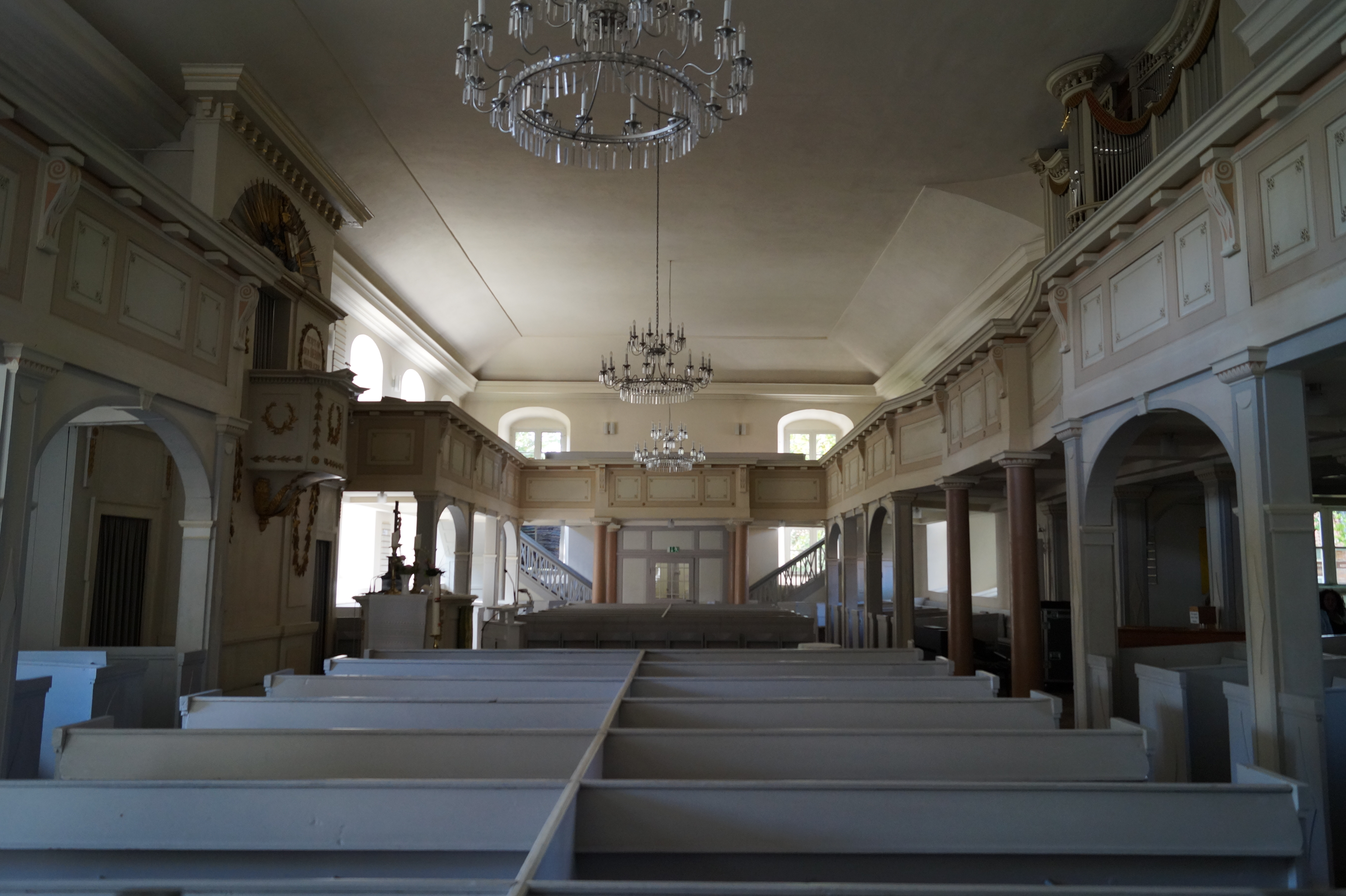
Innenraum von Osten

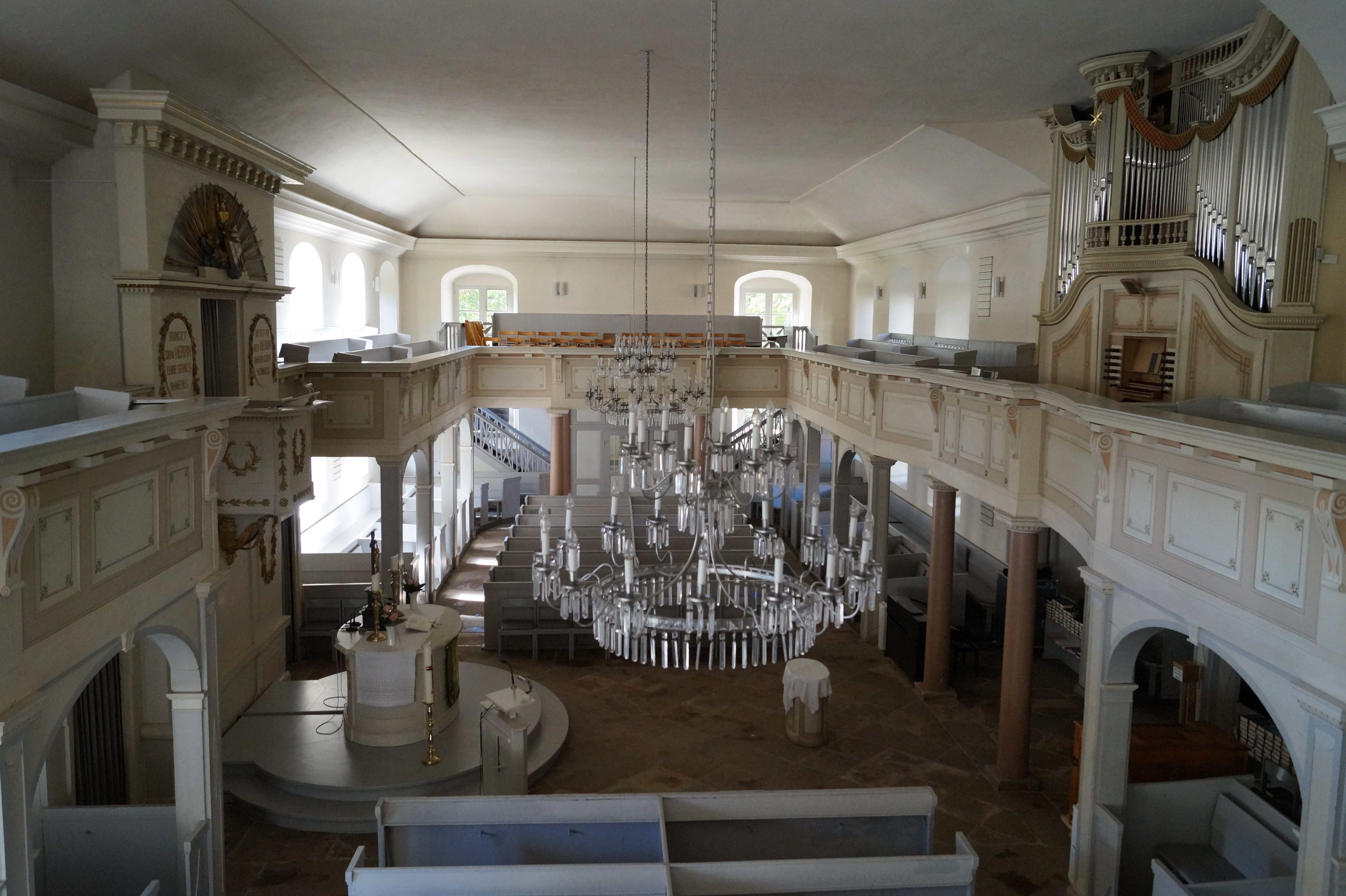
Innenraum (Eporensicht) von Osten

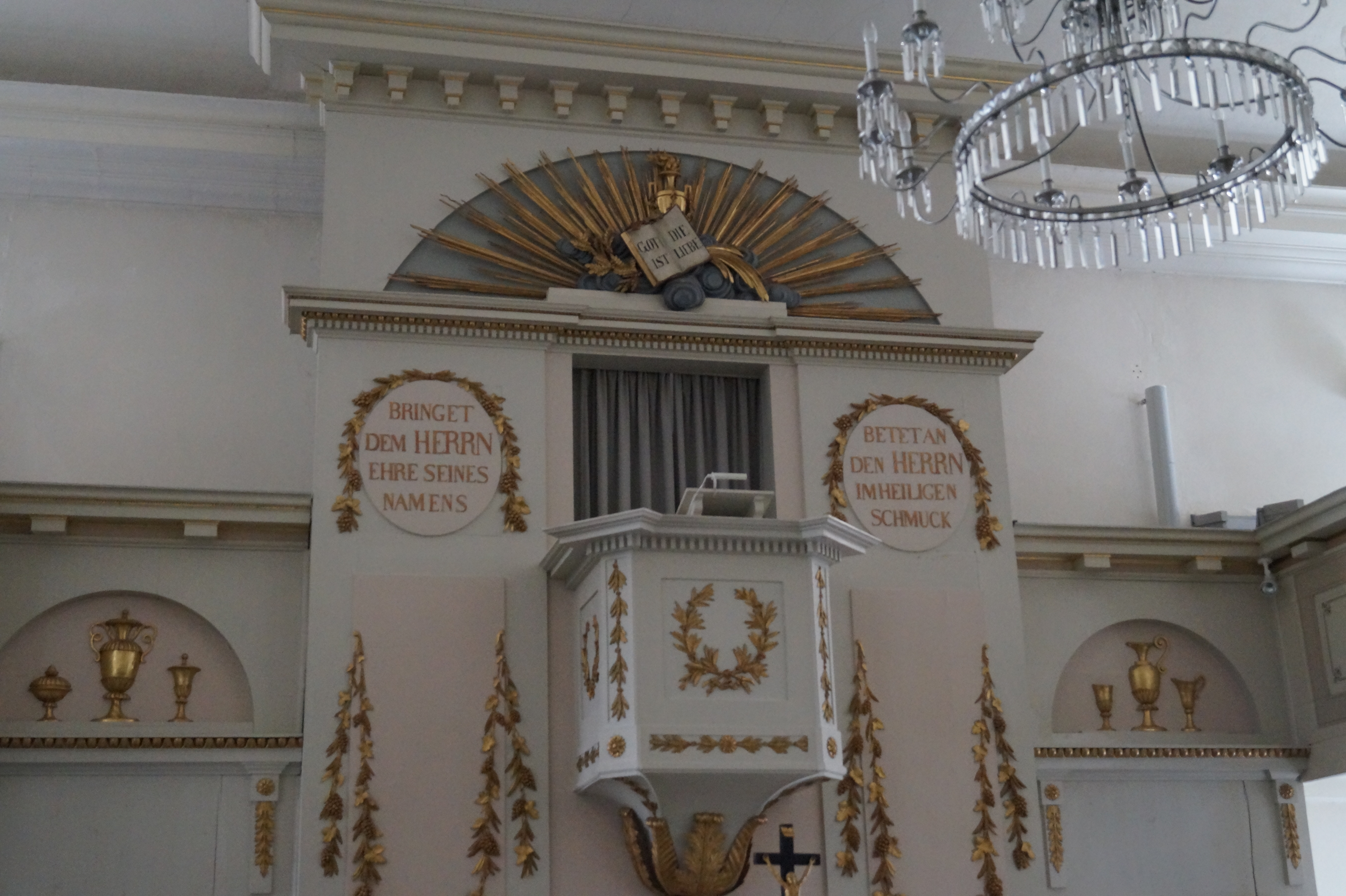
Kanzelaltar

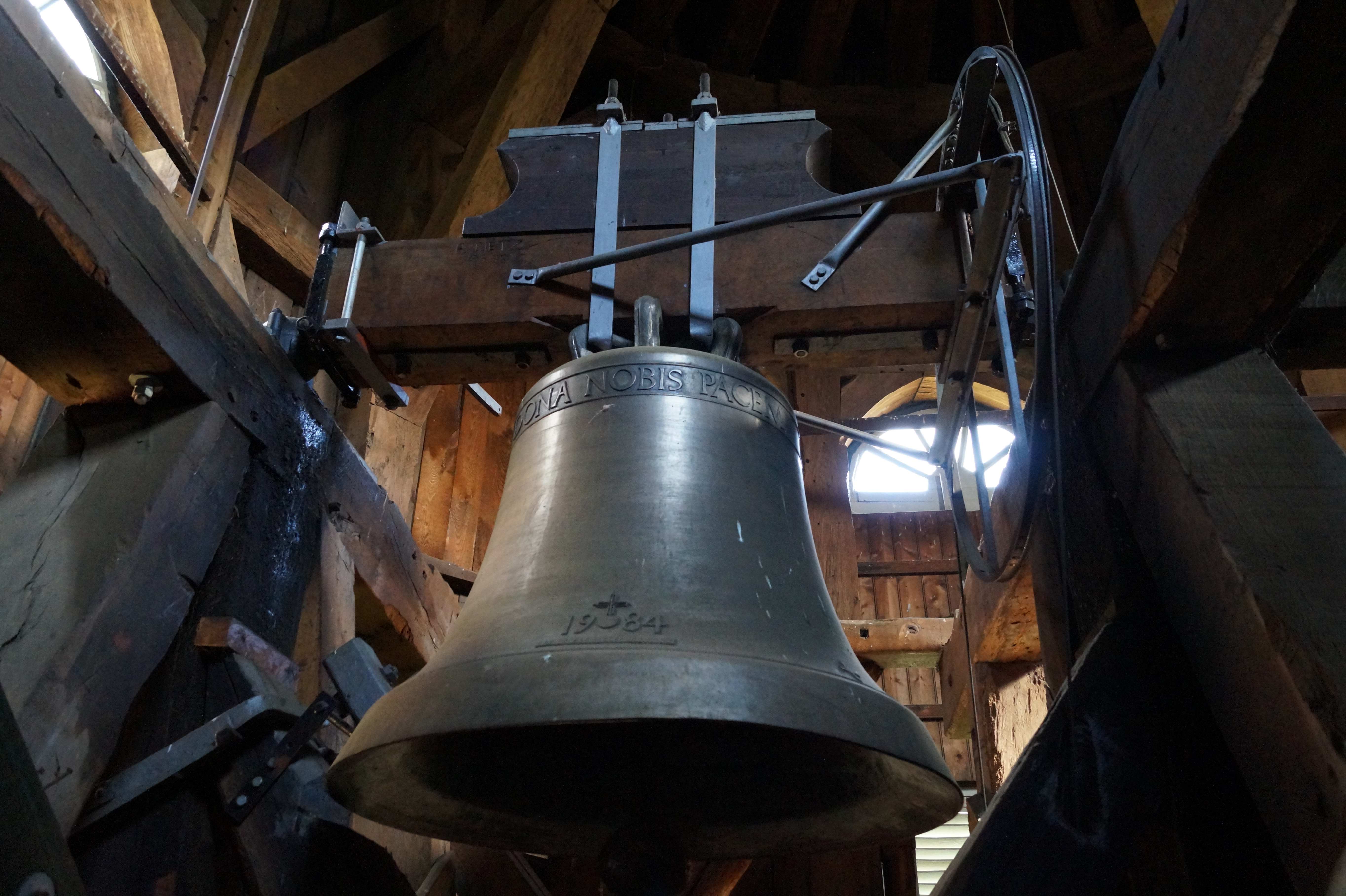
Friedensglocke, 1984

Die frühklassizistische Michaeliskirche liegt in einer Parklandschaft mit denkmalgeschützten Laubbäumen etwa zwischen Schloss, Schlossteich und Eulenschule (Schulteil der Grundschule Fallersleben). Sie hat die Adresse Schloßplatz 2 und ist als Querkirche angelegt. Die rechteckige Saalkirche hat ein Walmdach, das mit roten Dachziegeln gedeckt ist.
Der 46 Meter hohe Turm steht mittig an der nördlichen Längsseite. Er hat einen zylindrischen Schaft und einen achtseitigen Helm mit offener Spitze und ist mit Kupferplatten gedeckt. Im Turm befindet sich die Glocken und eine elektrische Turmuhr. Die alte Turmuhr der Fa. J. F. Weule, Bockenem aus dem Jahr 1928 ist heute nicht mehr in Betrieb, aber steht erhalten auf der Empore hinter der Orgelanlage. Vor dem Turm befindet sich ein Portikus mit vier ionischen Säulen, der den Haupteingang bildet. Über den Säulen ist die Zahl 1804 in römischen Ziffern angebracht.
Auf der Südseite steht auf Höhe des Altars ein niedriger, ebenfalls ziegeldeckter Anbau für die Sakristei. An beiden Schmalseiten gibt es Nebeneingänge. Die Fassade ist weitgehend ungegliedert. Über den Eingängen befinden sich Gesimse, über den hohen, rechteckigen Sprossenfenstern Putzfelder. Die Kanten sind durch graue Ecklisenen verziert.
Der Innenraum hat keinen Bilderschmuck und ist in den Farben hellgrau, altrosa und gold gehalten. Die Kanzelaltarwand in der Mitte der südlichen Längsseite ziert ein vergoldetes Dekor aus Weinlaub und Ähren mit Motiven des Gottesdienstes. Ein Buch mit der Aufschrift „Gott ist die Liebe“ ist abgebildet. Bis auf die Kanzelaltarwand umläuft eine Empore, die von Säulen und Pfeilern getragen wird, den gesamten Innenraum. Die hölzernen Sitzbänke zeigen von beiden Seiten zur Mitte der Kirche, die Bänke unter der Empore zeigen zur Altarseite, die Bänke auf der Empore zeigen jeweils von der Wand weg.
Die Kirche wird für regelmäßige Gottesdienste, Kasualien und Konzerte mit geistlicher Musik genutzt. Jeden Herbst findet das „Fallersleber Barockfest“ statt, bei dem Barockmusik gespielt wird.

### Glocken
Die Michaeliskirche verfügt heute über zwei Läuteglocken und zwei Schlagglocken im Kirchturm.
| Nr. | Name           | Material | Ton  | Gießer                                | Gussjahr |
| --- | -------------- | -------- | ---- | ------------------------------------- | -------- |
| I   | Friedensglocke | Bronze   | fis' | Karlsruher Glocken- und Kunstgießerei | 1984     |
| II  | Lutherglocke   | Bronze   | As'  | Gebrüder Radler, Hildesheim           | 1934     |

| Nr | Material | Ton  | Gussjahr       |
| -- | -------- | ---- | -------------- |
| I  | Bronze   | as'' | 1825 oder 1925 |
| II | Bronze   | h''  | 1825 oder 1925 |

### Orgel

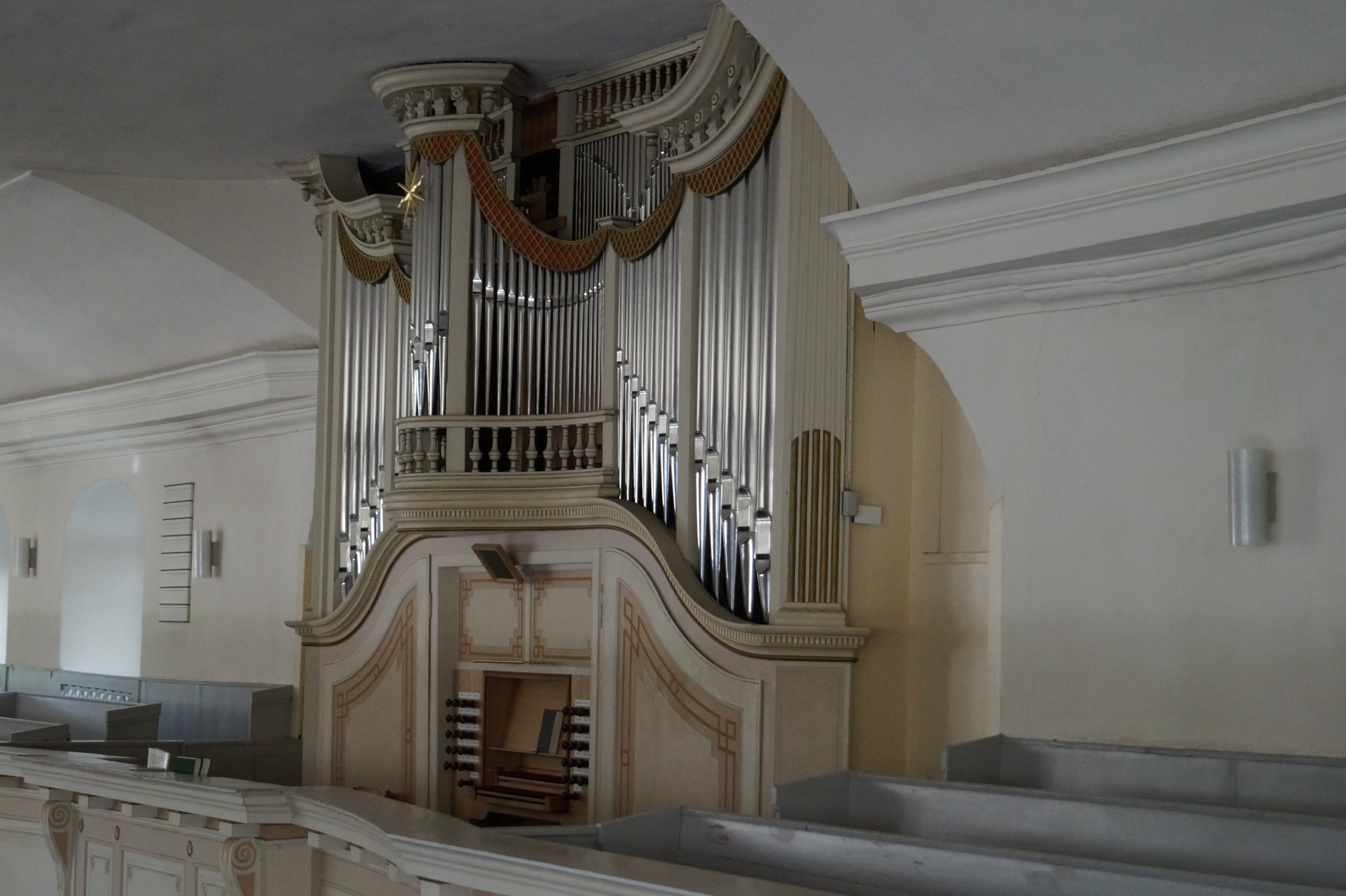
Blick auf die Orgel (von der Ostempore)

Anfangs wurde eine geliehene Orgel verwendet, 1814 wurde eine neue Orgel mit Orgelprospekt gebaut. 1907 wurde sie ersetzt. 1926 wurde die heutige Turmuhr eingebaut. 1955 wurde der Chorraum durch Zurücknehmen der Altarwand vergrößert. 1969 wurde die Orgel durch die Orgelbauer Schmidt und Thiemann fast vollständig erneuert.
Heute befindet sich auf der Empore gegenüber dem hölzernen Altar eine Orgel, die in den Jahren 2004/2005 von dem Orgelbauer Rowan-West erbaut wurde. Sie ersetzt das Instrument aus dem Jahre 1969, das 2004 an eine katholische Gemeinde in der Nähe von Krakau verkauft wurde. Die neue Orgel hat 27 Register auf zwei Manualwerken und Pedal. Die Disposition orientiert sich an der Orgel von 1814, von der der historische Prospekt erhalten ist. Auffallend hoch ist der Anteil an Zungenregistern.
| I Hauptwerk C–g3 |             |        |
| 01.              | Quintadon 0 | 16′    |
| 02.              | Principal   | 08′    |
| 03.              | Gemshorn    | 08′    |
| 04.              | Octave      | 04′    |
| 05.              | Blockflöte  | 04′    |
| 06.              | Quinte      | 02 ⁄3′ |
| 07.              | Octave      | 02′    |
| 08.              | Mixtur IV   |        |
| 09.              | Fagott      | 16′    |
| 10.              | Trompete    | 08′    |

| II Oberwerk C–g3 |                   |       |
| 11.              | Gedeckt           | 8′    |
| 12.              | Quintadon         | 8′    |
| 13.              | Principal         | 4′    |
| 14.              | Flauto traverse   | 4′    |
| 15.              | Nasat             | 2 ⁄3′ |
| 16.              | Waldflöte         | 2′    |
| 17.              | Sesquialtera II 0 |       |
| 18.              | Scharf IV         |       |
| 19.              | Hautbois          | 8′    |
| 20.              | Vox humana        | 8′    |

| Pedal C–f1 |           |         |
| 21.        | Subbass   | 16′     |
| 22.        | Quinta    | 10 2⁄3′ |
| 23.        | Octave    | 08′     |
| 24.        | Octave    | 04′     |
| 25.        | Posaune 0 | 16′     |
| 26.        | Trompete  | 08′     |
| 27.        | Trompete  | 04′     |

- Koppeln: II/I, I/P
- Tremulant Fort und Tremulant Dous
- Zimbelstern

## Rezeption in der Literatur/Kunst
In Peter Pranges 2019 erschienenem Roman Eine Familie in Deutschland (Zweites Buch: Am Ende die Hoffnung) wird die Kirche an mindestens 16 Stellen erwähnt. Auch Superintendent Wilhelm Wedde, der Pastor der Gemeinde, wird in dem Roman mehrmals erwähnt. Es wird erzählt, dass der Jurist Carl Schmitt an Weihnachten 1942 die Christmette in der Kirche besucht habe.